# Damprichard
Damprichard település Franciaországban, Doubs megyében. Lakosainak száma 1825 fő (2022. január 1.). Damprichard Thiébouhans, Trévillers, Urtière, Charmauvillers, Belfays, Cernay-l'Église, Charquemont és Ferrières-le-Lac községekkel határos.

## Népesség
A település népességének változása:
| Lakosok száma | 1763 | 1907 | 1858 | 1787 | 1817 | 1872 | 1903 | 1856 | 1832 | 1825 |
|               | 1968 | 1982 | 1990 | 2006 | 2013 | 2015 | 2017 | 2019 | 2020 | 2022 |